# Dwór Bielański w Toruniu
Dwór Bielański w Toruniu (zwany również Białym Dworem, Prezydentówką) – dwór barokowy zbudowany na początku XVIII wieku, znajdujący się przy ul. Grunwadzkiej 64 w Toruniu. Należał do kupca, rajcy miejskiego i dyrektora poczty królewskiej w Toruniu Christopha Daniela Janitzena. Na mocy testamentu z 1709 roku folwark Janitzena przeszedł na własność miasta. W latach 1890, 1919, 1926 oraz podczas II wojny światowej budynek był przebudowywany. Krótko po zakończeniu wojny w dworze mieściła się siedziba prezydenta Torunia. W budynku mieściła się siedziba Hospicjum „Światło”.
Przy dworze powstał park.